# Otakar Žalman
Otakar Žalman (15. února 1892 Budapešť – 20. března 1943 Kounicovy koleje) byl československý legionář, důstojník a protinacistický odbojář.

## Život

### Před první světovou válkou
Otakar Žalman se narodil 15. února 1892 v Budapešti v rodině budoucího ředitele brněnských průmyslových podniků Františka Žalmana a Marie, rozené Heidenreichové. Mezi lety 1908 a 1912 vystudoval strojní obor na vyšší průmyslové škole v Brně, zde i odmaturoval. Pracoval jako technický úředník a konstruktér u brněnské firmy Brandt a Lhutic.

### První světová válka
Po vypuknutí první světové války byl Otakar Žalman  v roce 1914 povolán do c. a k. armády a po absolvování školy pro důstojníky pěchoty v záloze byl v roce 1915 v hodnosti kadeta aspiranta odeslán jako příslušník 40. pěšího pluku na ruskou frontu. Zde padl 7. července téhož roku do zajetí. Do Československých legií se přihlásil 16. června 1916, přijat byl 6. srpna 1917. Absolvoval sibiřskou anabázi a do Československa se vrátil v srpnu 1920. Dosáhl hodnosti poručíka.

### Mezi světovými válkami
Po návratu do Československa zůstal Otakar Žalman v armádní službě. Postupně sloužil jako velitel roty pěšího pluku 27 v Domažlicích, od roku 1921 v Olomouci. V roce 1928 se v Brně oženil s učitelkou hudby Marií Kolátorovou. Od období kolem roku 1934 působil jako zástupce velitele praporu a poté jako velitel technické roty u Horského pluku 2 v Ružomberku. V roce 1938 během výstavby československého opevnění na jižním Slovensku působil jako velitel stavebního dozoru na úseku Jelšovec. Během všeobecné mobilizace na podzim 1938 zastával post velitele praporu. Dosáhl hodnosti majora.

### Druhá světová válka
Po německé okupaci a rozpadu Československa v březnu 1939 se Otakar Žalman vrátil ze Slovenska na území Protektorátu Čechy a Morava a začal pracovat v účtárně Zemského úřadu v Brně, v roce 1941 odešel do výslužby. V roce 1940 vstoupil do protinacistického odboje, spolupracoval mj. s gen. Vojtěchem Lužou. Za svou činnost byl 19. března 1943 zatčen gestapem a uvězněn na brněnských Kounicových kolejích. Aby neprozradil další spolupracovníky, spáchal o den později sebevraždu oběšením. Jeho tělo bylo 26. března 1943 zpopelněno v brněnském krematoriu.

## Vyznamenání
- Československý válečný kříž 1914–1918
- Croix de guerre
- Československá revoluční medaile
- Československá medaile Vítězství